# Jonáš
Jonáš je mužské jméno hebrejského původu ve významu „holubice“, které bylo převzato přes řeckou podobu jména Ἰωνᾶς Jónas. Existuje také litevské jméno Jonas, které je variantou jména Jan.
Většina podob jména vychází z řecké formy, příkladem může být české a slovenské Jonáš, anglické, norské a německé Jonas nebo finské Joonas. Přímo z hebrejské formy pak vychází například anglické Jonah, arabské Junus a italské Giona. Tato podoba jména se v anglicky mluvících zemích rozšířila až s reformací. V hebrejštině je jméno Jonah a Jona také používáno jako ženské.

## Podoby jména
- Jón, Jóna, Jonášek, Jony, Jonča, Jonek, Jonouš, Jonoušek (české domácí podoby)[1]

V dalších jazycích se pak objevuje v podobách:
- Giona (italsky)
- Iona (rusky)
- Ionas (řecky)
- Joona (finsky)
- Joonas (finsky)
- Jona (srbochorvatsky)[1]
- Jonah (anglicky)
- Jonas (latinsky, německy, norsky, nizozemsky, švédsky, dánsky, portugalsky, francouzsky)
- Jonás (španělsky)
- Jónas (islandsky)
- Jónás (maďarsky)
- Jonáš (slovensky)
- Jonasz (polsky)[1]
- Junus (arabsky, turecky)

## Známí nositelé jména
- Jonáš (prorok) – biblická postava
- Jonáš Fiedler (* 1984) – český lední hokejista
- Jonáš Florián (* 1994) – český herec, zpěvák a moderátor
- Jonáš Forejtek (* 2001) – český tenista
- Jonáš Hájek (* 1984) – český básník a hudebník
- Jonáš Mišl Jajteles (1735–1806) – pražský židovský lékař a spisovatel
- Jonáš Kašpar (* 1991) – český kanoista
- Jonáš Ledecký (* 1993) – český výtvarník a hudebník
- Jonáš Mareček (* 2001) – český biatlonista
- Jonáš Nigrini (?–1742) – evangelický pedagog, kartograf a vychovatel
- Jonáš Vais (* 1999) – český fotbalista
- Jonáš Záborský (1812–1876) – slovenský básník, spisovatel, dramatik, novinář a duchovní
- Jonáš Zbořil (* 1988) – český básník a rozhlasový redaktor